# 인천원당고등학교
인천원당고등학교(仁川元堂高等學校)는 대한민국 인천광역시 서구 원당동에 있는 공립 고등학교이다.

## 학교 연혁
- 2003년 9월 4일 : 인천원당고등학교 설립인가(10학급)
- 2006년 3월 1일 : 초대 강환권 교장 취임
- 2006년 3월 2일 : 10학급 (남 5학급, 여 5학급) 200명 입학
- 2009년 2월 11일 : 제1회 졸업식(졸업생 182명)
- 2009년 2월 11일 : 학교체육관(울터) 준공
- 2010년 1월 6일 : 교육부 과학중점학교(자율학교) 지정 및 운영
- 2011년 3월 1일 : 교육과학기술부 창의경영학교 지정 및 운영
- 2014년 3월 1일 : 선진형교과교실제 전환 및 운영
- 2021년 2월 5일 : 제13회 졸업식(졸업생 274명, 누계 4,009명)
- 2023년 3월 2일 : 제6대 이강구 교장 취임
- 2023년 3월 2일 : 10학급(남 5학급, 여 5학급) 311명 입학

## 참고 자료
- 인천원당고등학교 - 한국교육학술정보원 학교알리미